# Snabbstartsguide
En snabbstartsguide är i grund och botten en kortare version av en manual, med syftet att så snabbt som möjligt göra en köpare mer bekant med sin produkt. Detta innebär att man använder ett tillvägagångssätt med korta, koncisa steg som gör det möjligt för användaren att använda produkten utan dröjsmål och, om det är nödvändigt, inkluderas de relevanta steg som krävs för installation. En snabbstartsguide fokuserar på de vanligaste instruktionerna, och ofta ackompanjeras dessa instruktioner med lättförståeliga illustrationer. Utseendet hos en snabbstartsguide kan variera signifikant från produkt till produkt, samt mellan olika tillverkare. Exempelvis kan det vara ett enstaka A4-papper, ett hopvikt kort eller ett häfte bestående av endast ett fåtal sidor.

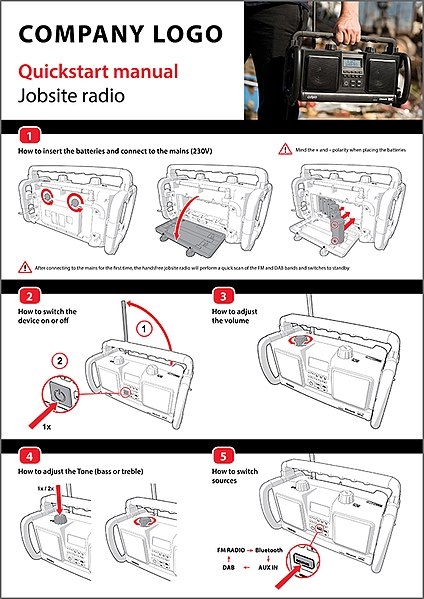
A sample quick start guide for a radio.

## Bakgrund
Snabbstartsguider blir allt mer populära för var dag som går, framförallt på grund av den växande komplexiteten hos konsumentprodukter så som TV-set, mobiltelefoner, bilar och mjukvaruapplikationer. Denna växande komplexitet har lett till manualer som konstant växer i storlek, vilket gör dem mindre attraktiva att läsa. En snabbstartsguide skall lösa detta problem: inte bara genom att fokusera på de mest grundläggande instruktionerna, utan även genom att använda visuell information som är enkel att förstå. Detta tillvägagångssätt skall bespara användaren tid, vilket leder till mindre stress samtidigt som det ökar användarens självförtroende. Som ett resultat av detta, kanske användare drar slutsatsen att användningen av en produkt inte är så svår som de kanske trodde i början, vilket förhoppningsvis leder till en växande vilja att ta sig an mer komplexa uppgifter och, således, utforska produkten till fullo.

## Relevans
När man designar en snabbstartsguide, är den viktigaste frågan hur man filtrerar ut de mest grundläggande instruktionerna som är mest användbara för genomsnittsanvändaren. Svaret på denna fråga beror främst på två saker: skribentens förmåga att placera sig själv i användarens skor och själva produkten. Vad gäller det sistnämnda: en produkt som i princip endast behöver några instruktioner för att installeras korrekt, och därefter fungerar kontinuerligt, är relativt enkel att ”fånga” i en snabbstartsguide. Även produkter som erbjuder en mängd olika uppgifter där endast ett fåtal verkligen betyder något i verkligheten, lämpar sig för snabbstartsguider. Ett sådant exempel skulle kunna vara en mjukvaruapplikation. Om huvuduppgifterna i en sådan applikation inte är mer än en handfull, skulle en snabbstartsguide på ett dubbelsidigt kort vara en effektiv lösning. Om uppgifterna blir mer komplicerade, kan man referera till den kompletta manualen. 

## Krav
Kraven för att skapa en snabbstartsguide är inte huggna i sten. Det är upp till den tekniska skribenten att göra sig bekväm med användarens tankesätt, samt produktens karaktär. Med detta sagt finns det faktiska rättsliga skyldigheter, framförallt att referera till den kompletta manualen (se den internationella IEC-82079-standarden). Det är även av största vikt att inkludera instruktioner för säker användning av produkten i alla snabbstartsguider.